# The Orb

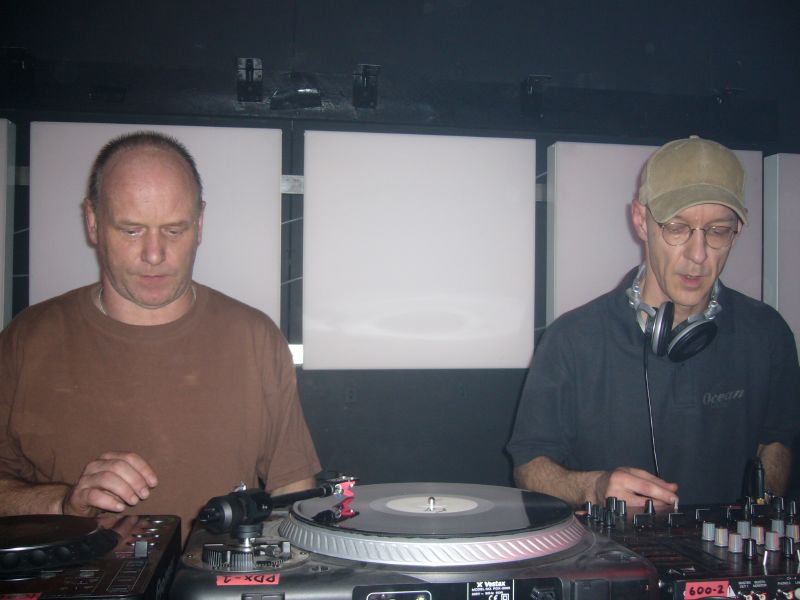
Alex Paterson y Thomas Fehlmann de The Orb en el Culture Box de Copenhague en 2005

The Orb es un grupo de música electrónica inglés conocido por desarrollar el género del ambient house. 

## Historia
Fundado en 1988 por Alex Paterson y el miembro de KLF Jimmy Cauty, The Orb comenzaron como DJs de ambient y dub en Londres. Sus primeros conciertos estaban inspirados por artistas de ambient y música electrónica de los años 1970 y 1980 como Brian Eno y Kraftwerk. Su sonido psicodélico les granjeó un seguimiento de culto entre clubbers que escuchaban su música en pleno "bajón" del viaje inducido por el consumo de drogas. The Orb ha mantenido siempre una temática relacionada con el consumo de drogas y con la ciencia ficción a pesar de haber sufrido cambios personales en su configuración, incluyendo la salida de Cauty y otros miembros como Kris Weston, Andy Falconer, Simon Phillips y Andy Hughes. Paterson es el único miembro permanente del grupo, siguiendo trabajando como The Orb junto al productor suizo-alemán Thomas Fehlmann y, posteriormente, con Martin "Youth" Glover de Killing Joke's y Tim Bran de Dreadzone.
El éxito de crítica y ventas de The Orb llegó hacia comienzos de los años 1990 con los álbumes The Orb's Adventures Beyond The Ultraworld y U.F.Orb, el segundo de los cuales alcanzó el puesto #1 en las listas de éxitos británica en 1992. Este éxito llevó al grupo a su famosa aparición en el programa generalista Top of the Pops, donde el grupo mostró su estilo estrafalario jugando al ajedrez mientras el sencillo del grupo "Blue Room" sonaba de fondo. Los álbumes de The Orb de mediados de los años 1990 fueron criticados por la prensa británica. Sin embargo, si tuvieron buenas reseñas en Estados Unidos de medios como Rolling Stone. El grupo pasó a experimentar con vocalistas en sus siguientes dos álbumes, lo que la crítica describió como insulso y poco inspirado. The Orb entonces cambió y se acercó al minimal techno abanderado por su miembro Thomas Fehlmann, publicando nuevo material en el sello Kompakt.

## Discografía
- 1991: The Orb's Adventures Beyond The Ultraworld (Big Life Reino Unido, Mercury EE. UU. (primera edición), Island Red Label EE. UU. (segunda edición, dos discos)) (Reino Unido #29)
- 1992: U.F.Orb (Big Life Reino Unido, Mercury EE. UU. (primera edición), Island Red Label EE. UU. (segunda edición)) (Reino Unido #1)
- 1995: Orbus Terrarum (Island Records) (Reino Unido #20)
- 1997: Orblivion (Island Records) (Reino Unido #19, Billboard 200 #174)
- 2001: Cydonia (Island Records Reino Unido, MCA Records EE. UU.) (Reino Unido #83)
- 2004: Bicycles & Tricycles (Cooking Vinyl, Sanctuary Records) (Reino Unido #107, Billboard Top Electronic Albums #22)[3]
- 2005: Okie Dokie It's the Orb on Kompakt (Kompakt)
- 2007: The Dream (Traffic Inc., Liquid Sound Design, Six Degrees) (Reino Unido #175)
- 2009: Baghdad Batteries (Orbsessions Volume III) (Malicious Damage)
- 2010: Metallic Spheres (feat. David Gilmour) (Reino Unido #12)
- 2012: The Orbserver in the Star House
- 2013: More Tales from the Orbservatory
- 2015: Moonbuilding 2703 AD
- 2016: COW / Chill Out, World!
- 2018: No Sounds Are Out of Bounds
- 2020: Abolition of the Royal Familia
- 2023: Prism
- 2024: Orboretum: The Orb Collection